# Alejandro Maximino
Alejandro Maximino (Madrid, 1884-Buenos Aires, 1963) fue un actor de reparto y cantante español que desarrolló parte de su carrera en Argentina.

## Carrera
Maximino fue un primer actor teatral que comenzó su carrera cinematográfica en Argentina en 1940, y lo hizo en veinte filmes, junto a famosos de la talla de Lolita Torres, Niní Marshall, Mario Baroffio, Pedro Quartucci, Francisco Álvarez, Amanda Varela, Pedro Maratea, Gogó Andreu, Mecha Ortiz, Roberto Escalada, Alberto Bello, Laura Hidalgo, Enrique Santos Discépolo, Homero Cárpena y Luis Dávila, entre muchos otros.
En 1937 fijó su residencia en Buenos Aires donde obtuvo grandes éxitos en teatro y cine.

### Filmografía
- 1941: Cándida millonaria
- 1945: La dama duende
- 1946: La tía de Carlos
- 1947: El hombre del sábado
- 1947: Madame Bovary
- 1947: La senda oscura
- 1948: Romance sin palabras
- 1949: El hombre de las sorpresas
- 1951: De turno con la muerte
- 1951: Mi vida por la tuya
- 1951: El mucamo de la niña
- 1952: Misión en Buenos Aires
- 1953: Asunto terminado
- 1954: María Magdalena
- 1954: Misión extravagante
- 1955: La simuladora
- 1957: El ángel de España
- 1958: La hermosa mentira
- 1959: Reportaje en el infierno
- 1962: Una jaula no tiene secretos[2]

### Televisión
En 1952 formó parte del elenco del programa Tropicana Club con Osvaldo Miranda, Juan Carlos Thorry, Analía Gadé, Tania, Amelita Vargas, Jovita Luna, Eduardo Farrell, Bobby Capó, Teddy Reno, El Chúcaro y Dolores, Marcos Caplán, Beba Bidart, Fidel Pintos y Don Pelele.

### Teatro

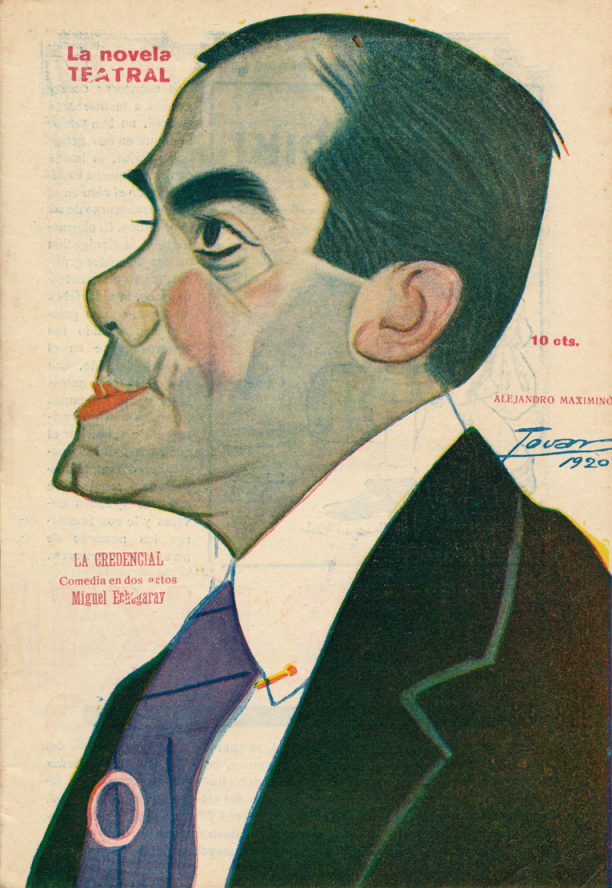
Caricaturizado por Tovar en un número de La Novela Teatral (1920)

Se inició con la Compañía teatral de María Guerrero López y Fernando Díaz de Mendoza y Guerrero, donde hizo algunas presentaciones en Montevideo, Uruguay. En elenco también figuraban Pedro Codina, Ricardo Juste y Ricardo Calvo.
Maximino, quien empezó a los diecisiete años vendiendo caramelos en el Teatro Español y que luego de que un actor se enfermase este lo reemplazase con el papel de Paje en la obra Locura de amor, llegó a encabezar su propia Compañía teatral en la década del '20 debutando en el Tamberlick, de Antonio Vico.
Desde 1929 hasta 1933 forma parte del elenco de la Compañía Dramática de Margarita Xirgu, junto con Eugenia M. Illescas, Encarnación López Sevilla, Pascuala Mesa, Mimi Muñoz, Pilar Muñoz, Julia Pachelo, Josefina Santaularia, Eloísa Vigo, Alfonso Muñoz, Luis Alcaide, José Cañizares, Benito Cobeña, Luis Echaide, José García, Manuel Gómez, Miguel Ortín, Luis Peña y Fernando Porredón. Con ella representó obras como:
- La zapatera prodigiosa de Federico García Lorca
- La ermita, la fuente y el río de Eduardo Marquina
- Más fuerte que el amor
- La princesa bebé de Jacinto Benavente
- Marianela de Benito Pérez Galdós, que representó en el Teatro Benavente de Llanes, en Asturias.
- El estudiante de Vich de Josep Maria de Sagarra
- Campo de armiño
- Rosas de otoño de Jacinto Benavente
- Los fracasados de Henri-René Lenormand
- Mariana Pineda de García Lorca
- Santa Juana de George Bernard Shaw, que se presentó en el Teatro Español de Madrid.

Con la Compañía Dramática de Lola Membrives trabajó en el Teatro Avenida, donde hizo un exitoso espectáculo de canto y baile junto a Trinidad Carrasco y Helena Cortesina. En 1935 también hizo junto a esas actrices la comedia de tres actos La casa del olvido.
También formó parte de las Compañías teatrales de Enrique Vilches, María Guerrero y Pepe Romeu, Celia Gámez y de María Jesús Valdez.
En 1953 actuó en la obra cómica, El error de las mujeres de Pedro M. Bruno, estrenada en el Teatro Lassalle, junto con Juan Carlos Altavista, Julián Bourges, María Esther Duckse, Francisco Mastrandea, Paula Darlán, Nelly Meden, Beatriz Taibo y  Ricardo Passano.
Compartió escena con actrices como Antonia Herrero, Carmen Campoy, Nelly Panizza, Pepita Meliá, Leda Zanda, Emilia Helda, y con actores como Pedro López Lagar, Esteban Serrador, Alejandro Anderson y Juan Serrador.
En 1958 hizo la obra muy bien caracterizada Otra vez el diablo. Entre otras de su tantas obras suyas se destacan: 
- Labrador
- Mi bebé
- El flechazo, de los Hermanos Álvarez Quintero
- Yerma
- Fuenteovejuna
- Bodas de sangre
- Doña Rosita, la soltera
- Un día de octubre
- Esta noche soy un yanqui (1959), de Abel Santa Cruz, estrenada en el Teatro Smart con Pablo Palitos, Fanny Brena, Alfredo Arrocha, Noemí Laserre y Antonio Provitilo.

Hizo en Argentina la revista  Locuras, Uros y mambo de Leo Fleider, con Blanquita Amaro y Juan Verdaguer.
En 1960 participó de la obra El casado infiel, estrenada en el Teatro Smart, junto con Pablo Palitos, Noemí Laserre, Fanny Brena, Sonia Ontiveros, Lucila Sosa, Norma Montana, Tita Gutiérrez, Alfredo Distacio y Mónica Olivié.